# Язвицкий, Валерий Иоильевич
Валерий Иоильевич Язви́цкий (1883—1957) — русский советский драматург, поэт и писатель, автор научно-популярных, политических, исторических и научно-фантастических книг.

## Биография
Родился 12 (24) января 1883 в селе Орлов-Гай (ныне Ершовский район Саратовской области) в многодетной семье земского доктора Иоиля Ивановича и Марии Васильевны Язвицких.
Учился в пензенской и саратовской гимназиях (из обеих был исключён за нарушения дисциплины), затем — во Второй казанской гимназии.
В 1903 году вступил в РСДРП.
После окончания гимназии поступил на историко-филологический факультет Казанского университета. Во время учёбы работал секретарём в газете «Волжский листок», где в то время сотрудничали Я. М. Свердлов и Александр Накоряков.
В 1905 году за активное участие революционной деятельности был арестован, около пяти месяцев провёл в тюрьме, затем был сослан в город Мезень. Там венчался со своей двоюродной сестрой Варварой Алексеевной Лапковой, которая последовала за ним в ссылку. В ссылке издавал газету «Мезенский рабочий», принимал участие в спектаклях местного любительского театра. Сдав экзамены на частного поверенного, поступил на лесопильный завод братьев Ружниковых. За организацию забастовки на заводе вновь был приговорён к высылке — теперь на остров Моржовец в Белом море, но скрылся от полиции и по поддельным документам уехал за границу.
В Женеве, за неимением собственного жилья, некоторое время жил на квартире у В. И. Ленина. Поступил на второй курс естественного факультета Женевского университета. Возглавлял комиссию при ЦК РСДРП(б) по оказанию помощи политэмигрантам, выступал с докладами вместе с Л. Д. Троцким, А. А. Богдановым, Г. А. Алексинским, А. В. Луначарским. В то же время продолжал писать стихи и прозу, много печатался в периодике, играл в любительских спектаклях женевского клуба политических эмигрантов, где ставят и его пьесы.
В 1910 году, окончив университет, переехал в Болгарию, где работал в биологической лаборатории профессора П. И. Бахметьева, который в то время занимался проблемами анабиоза насекомых и животных.
В 1912 году, пересмотрев свои политические взгляды, вышел из РСДРП.
Стал собственным корреспондентом газет «Русские ведомости» и «Утро России» в Болгарии, а после начала Первой мировой войны — в Румынии и Сербии. Писал этнографические и искусствоведческие статьи. К пушкинскому юбилею подготовил историческое исследование «Кто был Кирджали?», за которое был избран действительным членом РАН.
В 1914 году уехал на фронт в качестве военного корреспондента, по впечатлениям опубликовал серию статей «В сербских окопах».
Осенью 1915 года вернулся в Россию.
Согласно воспоминаниям В. Н. Иванова, в 1919 году служил чиновником особых поручений в МИДе колчаковского правительства, с сентября 1919 года был «специальным представителем для связи с союзниками».
Затем служил в РККА, работал в Наркомпросе.
В 1922 году предпринял попытку издать ежемесячный литературно-художественный и научно-популярный журнал «Жизнь», но вышло в свет всего лишь три номера.
В 1930—1931 годах принимал участие в издании 3-томного издания «Жизнь животных по А. Э. Брему» (написал для первого тома один раздел и полностью составил второй том).
Во время Великой Отечественной войны оставался в Москве, служил начальником ПВО одной из зон столицы,
В это время начал писать роман «Иван III — государь всея Руси», который частями был издан в 1946—1955 годах в издательстве «Художественная литература». Перенеся инсульт и практически потеряв возможность двигаться, последнюю книгу романа диктовал секретарю.
Умер в Москве 21 октября 1957 года. Похоронен в 114 колумбарии Новодевичьего кладбища (старая территория).

## Литературное творчество
Писал исторические, фантастические, научно-популярные произведения, пьесы, стихи.
В 1903 году, ещё в гимназии, написал пьесу о жизни татарской женщины «Болезнь духа», поставленную в том же году Казанским городским театром во время гастролей В. Ф. Комиссаржевской.
Позднее, во время работы в «Волжском листке», печатал в этом издании стихи и рассказы. Написанная в это время вторая его пьеса «Отпетый», рассказывающая о студенческой жизни, была запрещена цензурой к постановке.
Создал кинодраму «В хороводе жизни», послужившую основой для фильма А. А. Ханжонкова
Написал несколько исторических романов. Роман «Непобеждённый пленник» рассказывает о жизни Ипполита Мышкина, народовольца, сподвижнике Н. Г. Чернышевского, а действие другого романа, «Сквозь дым костров», происходит во Франции и Испании XVIII века. Одно из самых известных его произведений, «Иван III — государь всея Руси» — одну из первых советских эпопей на тему истории России, воссоздающую эпоху правления Ивана III, при котором сложилось ядро единого Российского государства.
Немалое место в его творчестве занимает фантастика. Ещё в 1908 году в Женеве опубликовал фантастический памфлет «Новая зимняя сказка». В 1914 году написал трагедию под названием «Храм Солнца», сюжет которой разворачивается в фантастической стране, напоминающей Индию, и рассказывает о борьбе различных каст за место под солнцем. В начале 1920-х годов в московской Мастерской коммунистической драматургии была поставлена его одноактная пьеса «Кто виноват?» («Разруха»), где главным действующим лицом был фантастический персонаж — древняя скрюченная старуха в лохмотьях по имени Разруха, мешающая жить семье свободного пролетария. Тогда же написал роман «Побеждённые боги» (1924; др. «Гора Лунного духа»), посвящённый одной из «затерянных» цивилизаций, а несколько позднее — «Остров Тасмир» (1927), действие которого также развёртывается в «затерянном мире».
Его последующие фантастические повести и рассказы созданы в основном в жанре твёрдой научной фантастики с элементами научно-популярной литературы и иллюстрируют основные физические законы, рассказывают о космических полётах. Так, в «Путешествии на Луну и на Марс» (1928) рассказывается о сне работника кооператива Петра Ивановича Гура, который вместе с приятелем совершает межпланетное путешествие на ракете, построенной по проекту К. Э. Циолковского американским профессором университета. На Марсе они встречают аборигенов, похожих на больших лягушек, и вступают с ними в контакт. Рассказ снабжён приложением, в котором излагается теорию теорию космического полёта. В рассказе «Мексиканские молнии» (1930) обыгрывался сюжет с применением передачи энергии без проводов, а в рассказе «Аппарат Джона Инглиса» (1929) автор показывает мир, лишённый силы трения. Эти произведения, а также рассказы «Воздушный колодец» (1930), «Загадка Мауэрского озера» (1929), «Хранители жизни» (1931), позднее были включены в сборники «Как бы это было» (1938) и «Аппарат Джона Инглиса» (1945);
Опубликовал многочисленные научно-популярные брошюры: «Земная кора и её история», «История кусочка сахара», «История человеческого жилища», «Как люди научились писать, читать и печатать книги», «Чугун, железо, сталь» и другие.

## Публикации

### Отдельные издания
- Язвицкий В. И. Новая зимняя сказка: Политический памфлет в стихах. — Женева, 1908. — 8 с.
- Язвицкий В. И. Храм Солнца: Трагедия в 4-х действиях. — М., 1921.
- Язвицкий В. И. Побеждённые боги: Фантастический роман. — М.—Л.: Л. Д. Френкель, 1924. — 108 с. — 4000 экз.
- Язвицкий В. И. «Гора Лунного духа: (Побеждённые боги)»: Фантастический роман. — М.—Л., 1927. — 128 с. — 3000 экз.
- Язвицкий В. И. Остров Тасмир: [Повесть] / Обложка И. Француза. — М.—Л.: Госиздат, 1927. — 230 с. — (Библиотека путешествий и приключений). — 7000 экз.
- Язвицкий В. И. Путешествие на Луну и на Марс: [Рассказ]. — М.—Л.: Госиздат, 1928. — 78 с. — 20 000 экз.
- Язвицкий В. И. Аппарат Джона Инглиса: [Рассказ]. — М.:: Мол. гвардия, 1930. — 32 с. — (Библиотека научной фантастики; № 3). — 25 100 экз.
- Язвицкий В. И. Мексиканские молнии: [Рассказ]. — М.: Молодая гвардия, 1930. — 48 с. — (Библиотека научной фантастики; № 3). — 25 100 экз.
- Язвицкий В. И. Воздушный колодец: Проект прибора для добывания воды из воздуха бельгийского инженера Кнапена. В беллетристической форме: [Рассказ]. — М.: Молодая гвардия, 1931. — 40 с. — 25 000 экз.
- Язвицкий В. И. Живое кладбище: [Рассказ]. — М.: Молодая гвардия, 1931. — 24 с. — 250 000 экз.
- Язвицкий В. И. Непобежденный пленник: роман-биография в семи частях. — М.: Молодая гвардия, 1933. — 324 с.
- Язвицкий В. И. Как это было: Научно-фантастические рассказы. — Воронеж: Областное книжное издательство, 1938. — 155 с. — 10 200 экз. Содержание: Воздушный колодец; Мексиканские молнии; Аппарат Джона Инглиса; Живое кладбище; Загадка Мауэрского озера; Полёт на Луну и Марс
- Язвицкий В. И. Аппарат Джона Инглиса: [Рассказы]. — М.—Л.: Детгиз, 1945. — 32 с. — (Библиотека научной фантастики и приключений). — 50 000 экз. Содержание: Аппарат Джона Инглиса; Хранитель жизни
- Язвицкий В. И. Иван III — государь всея Руси. — М.: Московский рабочий, 1946. — 283 с. 1, 2, 3-я книги (1946, 1947, 1949 годы)

### Публикации в периодике и сборниках
- Язвицкий В. И. Кошмар: [Рассказ] // Утро России. — 1917. 24 декабря.
- Язвицкий В. И. Аппарат Джона Инглиса: Фантастический рассказ // Знание — сила. — 1929. — № 4. — С. 92—96.
- Язвицкий В. И. Загадка Мауэрского озера: Рассказ // На суше и на море (Москва). — 1929. — № 4. — С. 1—3.
- Язвицкий В. И. То же: [Рассказ] // Шалтай-Болтай. — 2011. — № 1. — С. 145—152.
- Язвицкий В. И. Мексиканские молнии: Научно-фантастический рассказ // Знание — сила. — 1930. — № 3. — С. 105.
- Язвицкий В. И. Воздушный колодец: Научно-фантастический рассказ // Знание — сила. — 1930. — № 8—9. — С. 2—7.; № 9 — С. 3-7
- Язвицкий В. И. Путешествие на Луну и на Марс: Фантастический рассказ // Шалтай-Болтай. — 2008. — № 3. — С. 131—159.